# Millencolin
Millencolin ist eine schwedische Punkrock-Band, die im Oktober 1992 von Erik Ohlsson, Mathias Färm und Nikola Sarcevic in Örebro gegründet wurde.
Die Band wird oft zu den typischen Vertretern eines punkigen, eingängigen und sehr harmonischen Melodycore-Sounds gezählt, der als sogenannter Skatepunk bekannt wurde.

## Geschichte
Alle vier Mitglieder begannen um 1987 mit dem Skateboarden, wodurch sie Gefallen an Bands wie Operation Ivy oder Descendents gewannen. Im Jahr 1992 gründeten sie die Band, ihr Name leitet sich vom Skatetrick und Wort Melancholie ab. Ihr erstes Demotape hieß Goofy und enthielt 10 Songs.
Fredrik Larzon schloss sich der Band Anfang 1993 an und war der Nachfolger des jetzigen Gitarristen Mathias Färm am Schlagzeug. Im Sommer 1993 wurde ihr zweites Demotape aufgenommen, welches Melack hieß. Mit diesem bewarben sie sich bei dem Label Burning Heart Records, bei welchem sie bis heute sind. Nachdem sie dort zwei Mini-Alben veröffentlicht hatten, erschien ihr erstes Album Tiny Tunes (1994). Nach einer Klage von Warner Bros. musste der Albumname in Same Old Tunes umbenannt und das Cover geändert werden.
Ein Jahr später erschien Life on a Plate, welches in Schweden Platz 14 erreichte und sie international bekannt machte. Ende 1995 wurde die Band von Brett Gurewitz, dem Inhaber von Epitaph Records kontaktiert, der Life on a Plate in den USA veröffentlichen wollte. Er nahm die Band unter Vertrag, und Life on a Plate erschien in den USA im März 1996. Im selben Jahr spielte die Band fast 150 Shows auf verschiedenen Tourneen durch Japan und Australien, zwei USA/Kanada-Tourneen sowie diverse Europäische Festivals und eine Tournee durch Südeuropa.
For Monkeys, das dritte Album, erschien 1997. Der Titel sollte zuerst Four Monkeys heißen, wurde jedoch auf Wunsch der Plattenfirma geändert. Nachdem 1999 die Compilation The Melancholy Collection herausgebracht wurde, erschien 2000 das Album Pennybridge Pioneers, für viele Kritiker das beste Album, in dem langsam ein etwas rockigerer Ton angeschlagen wurde, welcher in den beiden darauffolgenden Alben Home from Home (2002) und Kingwood (2005) stärker zu spüren ist. Auf dem Album ist auch der Song No cigar, welcher im Computer- und Konsolenspiel Tony Hawk’s Pro Skater 2 zu hören ist. Tony Hawk persönlich hatte den Titel in einer Coverversion eingesungen und wurde dabei von Millencolin-Bassist Nicola Sarcevic sowie dem professionellen Skater Steve Caballero und anderen Musikern instrumental unterstützt. Der Titel des Albums bezieht sich auf ihre Heimatstadt, da Pennybridge die englische Bezeichnung für Örebro ist. Im November 2004 unterschrieben sie einen Plattenvertrag für zwei weitere Alben bei Burning Heart Records.
Mit Machine 15 erschien 2008 ein weiteres Studioalbum anlässlich des 15-jährigen Bandjubiläums. In den folgenden Jahren beschränkte sich die Band auf Live-Aktivitäten. 2012 erschien mit The Melancholy Connection eine weitere B-Seiten-Compilation als „Fortsetzung“ zu The Melancholy Collection. Erst Ende 2014 gab die Band die Arbeit an einem neuen Studioalbum bekannt. True Brew, das erste Studioalbum nach sieben Jahren, erschien Ende April 2015 und markiert eine Rückkehr zum schnellen Punkrock der ersten Alben der Band.
Am 15. Februar 2019 erschien das neue Album SOS beim Label Epitaph Records, mit dem sie auf Welttournee gingen.

## Diskografie
Erschienen auf dem schwedischen Plattenlabel Burning Heart Records / in den USA auf Epitaph Records:

### Studioalben
| Jahr | Titel                | Höchstplatzierung, Gesamtwochen, AuszeichnungChartplatzierungen (Jahr, Titel, Platzierungen, Wochen, Auszeichnungen, Anmerkungen) | Höchstplatzierung, Gesamtwochen, AuszeichnungChartplatzierungen (Jahr, Titel, Platzierungen, Wochen, Auszeichnungen, Anmerkungen) | Höchstplatzierung, Gesamtwochen, AuszeichnungChartplatzierungen (Jahr, Titel, Platzierungen, Wochen, Auszeichnungen, Anmerkungen) | Höchstplatzierung, Gesamtwochen, AuszeichnungChartplatzierungen (Jahr, Titel, Platzierungen, Wochen, Auszeichnungen, Anmerkungen) | Höchstplatzierung, Gesamtwochen, AuszeichnungChartplatzierungen (Jahr, Titel, Platzierungen, Wochen, Auszeichnungen, Anmerkungen) | Anmerkungen                                                                         |
| Jahr | Titel                | SE | DE | AT | CH | UK | Anmerkungen                                                                         |
| ---- | -------------------- | --- | --- | --- | --- | --- | ----------------------------------------------------------------------------------- |
| 1994 | Tiny Tunes           | SE21 (27 Wo.)SE | — | — | — | — | Erstveröffentlichung: 28. Oktober 1994 1998 wiederveröffentlicht als Same Old Tunes |
| 1995 | Life on a Plate      | SE4 Gold · (17 Wo.)SE | — | — | — | — | Erstveröffentlichung: 11. Oktober 1995                                              |
| 1997 | For Monkeys          | SE17 (8 Wo.)SE | DE72 (1 Wo.)DE | — | — | — | Erstveröffentlichung: 20. April 1997                                                |
| 2000 | Pennybridge Pioneers | SE33 (3 Wo.)SE | DE32 (4 Wo.)DE | — | CH67 (4 Wo.)CH | — | Erstveröffentlichung: 22. Februar 2000                                              |
| 2002 | Home from Home       | SE6 (5 Wo.)SE | DE29 (4 Wo.)DE | AT25 (6 Wo.)AT | CH31 (6 Wo.)CH | UK90 (1 Wo.)UK | Erstveröffentlichung: 12. März 2002                                                 |
| 2005 | Kingwood             | SE2 (7 Wo.)SE | DE46 (3 Wo.)DE | AT41 (3 Wo.)AT | CH59 (3 Wo.)CH | — | Erstveröffentlichung: 30. März 2005                                                 |
| 2008 | Machine 15           | SE9 (3 Wo.)SE | DE34 (2 Wo.)DE | AT63 (3 Wo.)AT | CH84 (1 Wo.)CH | — | Erstveröffentlichung: 7. April 2008                                                 |
| 2015 | True Brew            | SE22 (4 Wo.)SE | DE28 (2 Wo.)DE | AT21 (2 Wo.)AT | CH27 (1 Wo.)CH | — | Erstveröffentlichung: 22. April 2015                                                |
| 2019 | SOS                  | SE15 (1 Wo.)SE | DE19 (1 Wo.)DE | AT22 (1 Wo.)AT | CH21 (1 Wo.)CH | — | Erstveröffentlichung: 15. Februar 2019                                              |

### Kompilationen
- 1999: The Melancholy Collection (Kompilation aus den ersten zwei EPs, allen Single-B-Seiten und einigen neuen Songs)
- 2012: The Melancholy Connection (Kompilation aus B-Seiten seit Pennybridge Pioneers inkl. 2 neuer Songs Carry You und Out from Nowhere)

### Demos
- 1993: Goofy
- 1993: Melack

### EPs
| Jahr | Titel         | Höchstplatzierung, Gesamtwochen, AuszeichnungChartsChartplatzierungen (Jahr, Titel, Platzierungen, Wochen, Auszeichnungen, Anmerkungen) | Anmerkungen                                                          |
| Jahr | Titel         | SE | Anmerkungen                                                          |
| ---- | ------------- | --- | -------------------------------------------------------------------- |
| 1993 | Use Your Nose | SE22 (13 Wo.)SE | Erstveröffentlichung: 4. Dezember 1993 Charteinstieg in SE erst 1995 |
| 1994 | Skauch        | SE32 (2 Wo.)SE | Erstveröffentlichung: 23. Juli 1994                                  |

Weitere EPs
- 1998: And the Hi-8 Adventure (Soundtrack-EP mit Liveaufnahmen)
- 2001: Millencolin / Midtown (Split-EP)
- 2001: No Cigar

### Singles
| Jahr | Titel Album                                | Höchstplatzierung, Gesamtwochen, AuszeichnungChartsChartplatzierungen (Jahr, Titel, Album, Platzierungen, Wochen, Auszeichnungen, Anmerkungen) | Anmerkungen                              |
| Jahr | Titel Album                                | SE | Anmerkungen                              |
| ---- | ------------------------------------------ | --- | ---------------------------------------- |
| 1994 | Da Strike Tiny Tunes                       | SE19 (8 Wo.)SE | Erstveröffentlichung: 16. Dezember 1994  |
| 1995 | The Story of My Life Life on a Plate       | SE10 (15 Wo.)SE | Erstveröffentlichung: 20. September 1995 |
| 1996 | Move Your Car Life on a Plate              | SE9 (8 Wo.)SE | Erstveröffentlichung: 26. Oktober 1996   |
| 1997 | Lozin’ Must For Monkeys                    | SE29 (5 Wo.)SE | Erstveröffentlichung: 6. April 1997      |
| 2000 | Penguins & Polarbears Pennybridge Pioneers | SE54 (2 Wo.)SE | Erstveröffentlichung: 24. Januar 2000    |
| 2002 | Kemp Home from Home                        | SE60 (1 Wo.)SE | Erstveröffentlichung: 18. Februar 2002   |
| 2003 | Battery Check / E20 Norr Home from Home    | SE36 (5 Wo.)SE | Erstveröffentlichung: 3. Juli 2003       |
| 2005 | Ray Kingwood                               | SE21 (7 Wo.)SE | Erstveröffentlichung: 14. März 2005      |
| 2005 | Shut You Out Kingwood                      | SE21 (1 Wo.)SE | Erstveröffentlichung: 24. Oktober 2005   |

Weitere Singles
- 1997: Twenty Two
- 1998: And the Hi-8 Adventure
- 2000: Fox
- 2002: Man or Mouse
- 2008: Detox
- 2008: Broken World
- 2009: Örebro
- 2015: Bring me Home

### Videoalben
- Millencolin … and the Hi-8 Adventures (1999) - Ein 76 Minuten langes Heimvideo, auf dem Liveaufnahmen und weiteres Material von Millencolin-Touren sowie Skateboardaufnahmen enthalten sind. 2003 erschien das Video als DVD-Version inkl. einem zusätzlichen Videoclip zu Kemp und einem Trailer eines Nachfolgevideos.